# Notoscopelus
El género Notoscopelus son peces marinos de la familia mictófidos, distribuidos la mayoría por el océano Atlántico y el mar Mediterráneo.
Son de tamaño mediano con una longitud máxima descrita entre los 10 y 14 cm.
Son especies pelágicas de aguas profundas, que bajan a aguas profundas durante el día y suben a la superficie durante la noche.

## Especies
Existen seis especies válidas en este género:
- Notoscopelus bolini (Nafpaktitis, 1975) - Bolina
- Notoscopelus caudispinosus (Johnson, 1863) - Micrófido
- Notoscopelus elongatus (Costa, 1844) - Pez-linterna mediterráneo
- Notoscopelus japonicus (Tanaka, 1908)
- Notoscopelus kroyeri (Malm, 1861) - Pez-linterna de Kroeyer
- Notoscopelus resplendens (Richardson, 1845) - Linternilla brillante